# Nammāḻvār

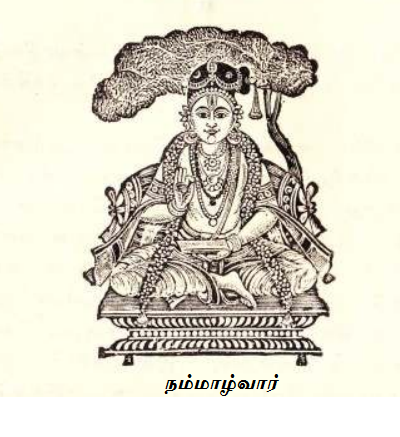
Immagine tradizionale di Nammāḻvār, sotto l'albero del tamarindo, nella postura yogica del loto e con la mano destra alzata nella forma jñānamudrā ("gesto dell'insegnamento", indice e pollice si toccano a formare la ruota simbolo del Dharma.)

Nammāḻvār (in caratteri tamiḻ: நம்மாழ்வார்) è l'epiteto (lett. "Nostro Āḻvār") con cui è maggiormente conosciuto colui che firmò le proprie opere, raccolte nel Nālāyirativviyappirapantam, con i nomi di Māṟaṉ o Caṭakōpaṉ; quindi quel celeberrimo mistico e poeta tamiḻ vissuto tra il IX e il X secolo (o più probabilmente intorno al VII secolo), risultando il più famoso e celebrato tra i dodici āḻvār, quei poeti e mistici hindū, di etnia tamiḻ, itineranti di tempio in tempio nell'India meridionale, vissuti tra il VI e il IX secolo d.C. che veneravano, in qualità di Dio, la Persona suprema,  Māl (Māyōṉ), nome che in lingua tamiḻ intende indicare quella divinità che in sanscrito è nominata come Kṛṣṇa/Visnù/Nārāyaṇa ovvero il Kṛṣṇa della Bhagavadgītā e il Viṣṇu/Nārāyaṇa dei primi Purāṇa.
Secondo le agiografie, la famiglia di Nammāḻvār, questi appellato anche come Parāṅkucaṉ (san. Parāṅkuśa, "Spinto da un altro"),  sarebbe appartenuta alla casta inferiore degli śūdra, casta a cui era severamente precluso lo studio o il solo ascolto del Veda, e più in generale della Śruti, potendo attingere alla sola letteratura degli Itihāsa/Purāṇa.
Non avendo figli, e preoccupati di non poter realizzare il proprio dovere familiare, i genitori di Nammāḻvār si recarono nel locale tempio di Kuṟuṅkuṭi e pregarono il brahmano che lì officiava di intercedere con la divinità. Il brahmano ricevette in sogno il Bhagavat in persona, Viṣṇu, il quale gli comunicò di volersi incarnare nel futuro figlio degli śūdra postulanti.
Così nacque Nammāḻvār, a Kurukūr, nel regno dei Pāṇḍya, all'avvio del Kaliyuga, nel mese di Vaikāci e sotto il 16° asterismo lunare detto Vicākam, quindi appena quarantatré giorni dopo la morte dello stesso Kṛṣṇa il che ne sottolineerebbe l'importanza della figura.
Nammāḻvār nacque già immerso nel profondo samādhi, e così restò, senza mai aprire gli occhi, senza mai nutrirsi.
Spaventati da tale prodigio, dopo dodici giorni i suoi genitori lo abbandonarono alla divina protezione di un albero di tamarindo (tamiḻ: pūḻi ; san.: cukracaṇḍikā,), la pianta che rappresenta la manifestazione di Śeṣa, quindi la pianta che mai dorme, collocato presso il tempio di Kuṟuṅkuṭi.
Nammāḻvār restò in profonda e assoluta meditazione sotto l'albero del tempio per sedici anni. Secondo alcune agiografie fu in quella circostanza che lo stesso Viṣṇu apparve al santo tamiḻ per iniziarlo a quelle sacre conoscenze dei testi che gli erano precluse per la sfavorevole nascita castale.
Al termine del sedicesimo anno giunse nel giardino del tempio un giovane brahmano di nome Maturakavi proveniente dal villaggio di Kōḷūr.
Maturakavi giunse al cospetto di Nammāḻvār grazie a un fatto prodigioso: durante un pellegrinaggio lungo i santuari dell'India settentrionale un astro gli apparve nel cielo meridionale e il brahmano intuì di doverlo seguire. Per tre giorni seguì l'astro finché giunse nel giardino di Kuṟuṅkuṭi dove scorse il santo nella postura del loto e nel gesto detto dello jñānamudrā ("gesto dell'insegnamento") proprio di un guru.
Maturakavi si decise a svegliare il santo e quindi a domandargli dove vive e di cosa si nutre l'anima nel corpo; Nammāḻvār, destatosi, gli rispose che l'anima vive e si nutre del corpo, intendendo quindi, analogicamente, che ella vive in Dio e di esso si nutre. Il brahmano restò a tal punto profondamente turbato dalla risposta del santo che, prostratosi ai suoi piedi, dichiarò di volerlo servire in qualità di discepolo per il resto della sua vita.
Secondo la tradizione Nammāḻvār morì a 35 anni, dopo lungo peregrinare presso i santuari viṣṇuiti sempre alla ricerca dell'unione estatica con Dio.

## Le opere
Sono quattro gli inni attribuiti a Nammāḻvār e raccolti nel Nālāyirativviyappirapantam: il Tiruviruttam, il Tiruvāciriyam, il Periyatiruvantāti e il celeberrimo Tiruvāymoḻi, spesso appellati insieme come il Drāviḍaveda ovvero il Veda dei Draviḍi (Tamiḻ), o ancora come il Drāviḍopaniṣad ovvero come le Upaniṣad dei Draviḍi; facendo corrispondere il primo testo con il Ṛgveda,il secondo con lo Yajurveda, il terzo con l'Atharvaveda e l'ultimo, il più importante, con il Sāmaveda.
Il Tiruviruttam ("Il sacro poema in viruttam"; 100 stanze in metro viruttam) imita il canone della poesia d'amore del Caṅkam trasferendolo nel contesto devozionale dove il legame e il sentimento struggente della lontananza tra gli amanti intende indicare lo stesso rapporto tra Dio e il suo devoto. Il Tiruvāciriyam ("Il sacro poema in āciriyam"; 7 stanze in metro āciriyaviruttam) loda Viṣṇu, unico oggetto di devozione per i suoi seguaci. Il Periyatiruvaniāti ("Il grande poema sacro in antāti"; 87 stanze in metro veṇpā legate dallantāti) loda sempre Dio, Viṣṇu, indicando nella lode e nella devozione, l'ingresso per il devoto in una dimensione sacra, eterna e cosmica. Infine il Tiruvāymoḻi ("Il sacro discorso"; 1102 stanze in metro āciriyam, kali e vañci), considerato il più importante di tutti:
vīṭuṭai yāṉiṭai--vīṭuceymmiṉē. 

2. miṉṉiṉ nilaiyila--maṉṉuyi rākkaikaḷ
eṉṉu miṭattu iṟai--uṉṉumiṉ nīrē. 

3.nīrnuma teṉṟivai--vērmutal māyttu iṟai
cērmiṉ uyirkku ata--ṉērniṟai yillē.»
2. «I corpi in cui la vita risiede non durano più d’un lampo»: consideratelo e meditate sul Signore!

3. Sradicate totalmente da voi i concetti di «io» e «mio», e unitevi al Signore. Per lo spirito non c’è soddisfacimento paragonabile a questo!»
(Nammāḻvār, Tiruvāymoḻi I,2, 1-3; traduzione di Emanuela Panattoni)
- Per la pronuncia in tamiḻ cfr. qui al 04:53